# Eva Van Kreimmer
Eva Van Kreimmer, es escritora de novelas de ciencia ficción chilena.

## Biografía
Nacida y criada de la comuna de Puente Alto. Actualmente radicada en la comuna de Maipú. 
Estudió en un colegio municipal y fue desde la adolescencia que escribe textos. Es titulada de Química y Farmacia de la Universidad de Chile y practicante de combate histórico medieval. Se autodefine como una mujer feminista y lesbiana ,siendo la visibilización de las agresiones contra la comunidad LGBTIQ+ un tema central en sus obras.

## Obras

### Novelas
- 2020: Sybille, Sietch Ediciones, Chile
- 2022: El Asesino del Trauco, Vintage Pulp, Sietch Ediciones, Santiago de Chile

### Cuentos
- 2023: Cyborg
- 2023: Sordo
- 2022: Puerto de sobrevivencia
- 2022: Cacería
- 2022: Cenizas
- 2021: Guerra
- 2018: Ayudante de Laboratorio
- 2015: Salir del Closet
- 2011: ¿Y qué si estoy loco?

En antologías
- 2024: Serviology
- 2024: En la mira
- 2023: Invisibles
- 2023: INS2
- 2022: Sobreviviente
- 2022: La llamada
- 2021: Mujer artificial
- 2020: Futuro Reciclado

### Microcuento
- 2020: Epitáfio

## Premios y reconocimientos
- 2021: Medalla de bronce en la categoría Best cover design de los International Latino Book Awards.
- 2022: Tercer lugar como mejor novela de ficción en español en los North Texas Book Festival, por la novela «Sybille».
- 2022: Medalla de plata como mejor novela de ciencia ficción en los International Latino Book Awards, por la novela «Sybille».
- 2023: Mención Honrosa a mejor novela de misterio en los International Latino Book Awards (ILBA), por la novela «El asesino del trauco».
- 2023: Medalla de bronce en la categoría de mejor fantasía y aventura juvenil en los International Latino Book Awards, por la novela «El asesino del trauco».
- 2023: Nominada a los premios Altísimo, por la novela «El asesino del trauco».